# Józef Kremer

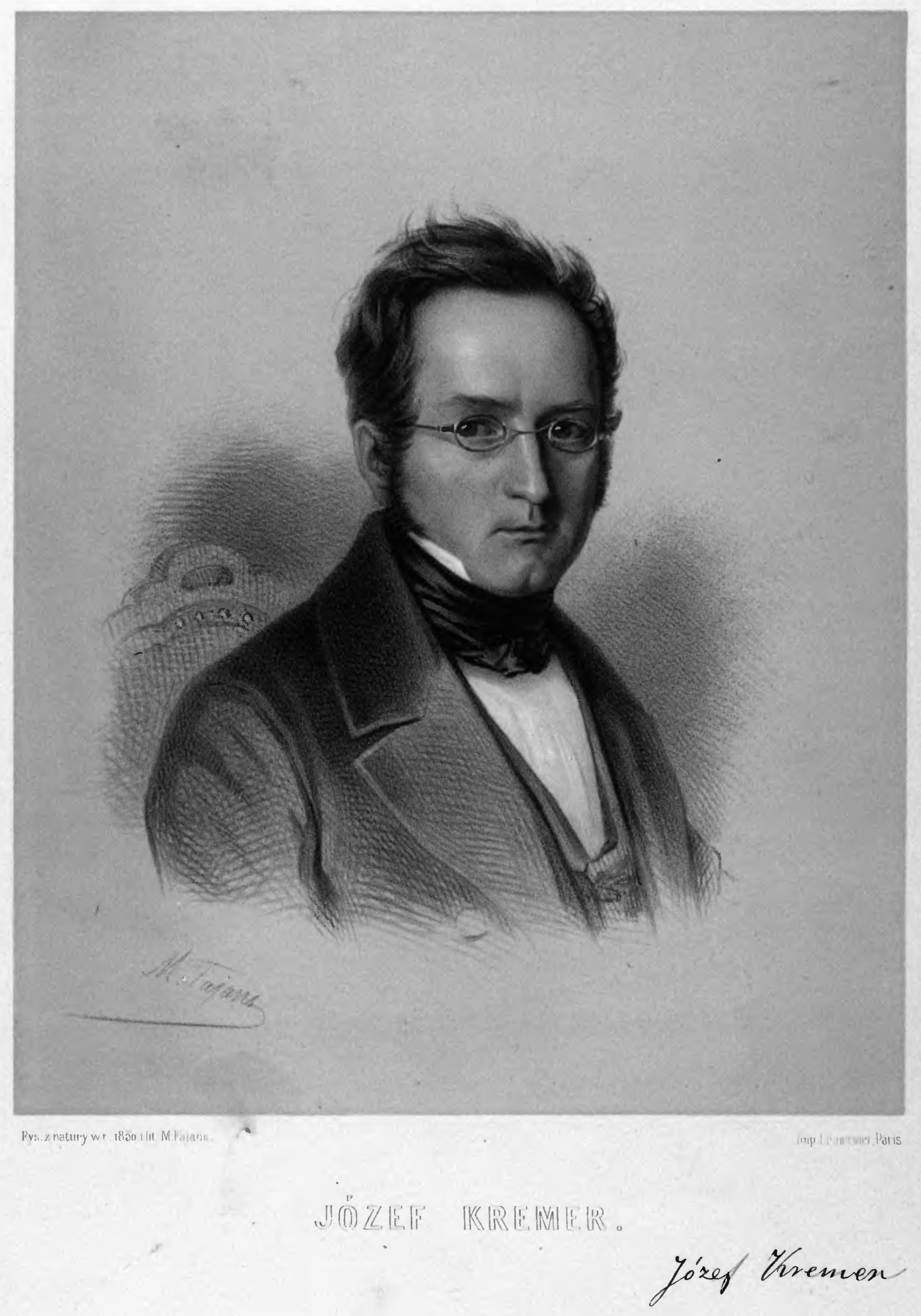
Józef Kremer

Józef Kremer (* 22. Februar 1806 in Krakau; † 2. Juni 1875 ebenda) war ein polnischer Philosoph, Ästhetiker, Kunsthistoriker und Wegbereiter der Psychologie.

## Leben
Józef Kremer studierte an den Universitäten Krakau, Berlin, Heidelberg und Paris. Ab 1850 war er Professor für Philosophie an der Jagiellonen-Universität in Krakau, ab 1853 hielt er Vorträge über Ästhetik und Kunstgeschichte an der Akademie der Schönen Künste in Krakau. 1870 bis 1871 war er Rektor der Jagiellonen-Universität.
Josef Kremer war ein Schöpfer der Pionierkonzeptionen für viele Gebiete der Geisteswissenschaften. So führte er noch vor Freud eine systematische Einteilung der psychischen Phänomene in bewusste und unbewusste ein. In der polnischen Kunstgeschichte benutzte er als erster die richtigen Bezeichnungen für die Kunststile und schrieb das erste Handbuch für Ästhetik.
Er war Großvater des Schriftstellers Lucjan Rydel.

## Schriften (Auswahl)
- Dzieła Józefa Kremera. Hrsg. von Henryk Struve. 12 Bände. Lewental, Warschau 1877–1880.
- Wybór pism estetycznych. Hrsg. von Ryszard Kasperowicz. Universitas, Krakau 2011, ISBN 978-83-242-1638-3.
- „Krynica wiadomości“. Korespondencja Józefa Kremera z lat 1834–1875. Hrsg. von Zbigniew Sudolski. Universitas, Krakau 2007, ISBN 978-83-242-0920-0.